# Ike (orkaan)

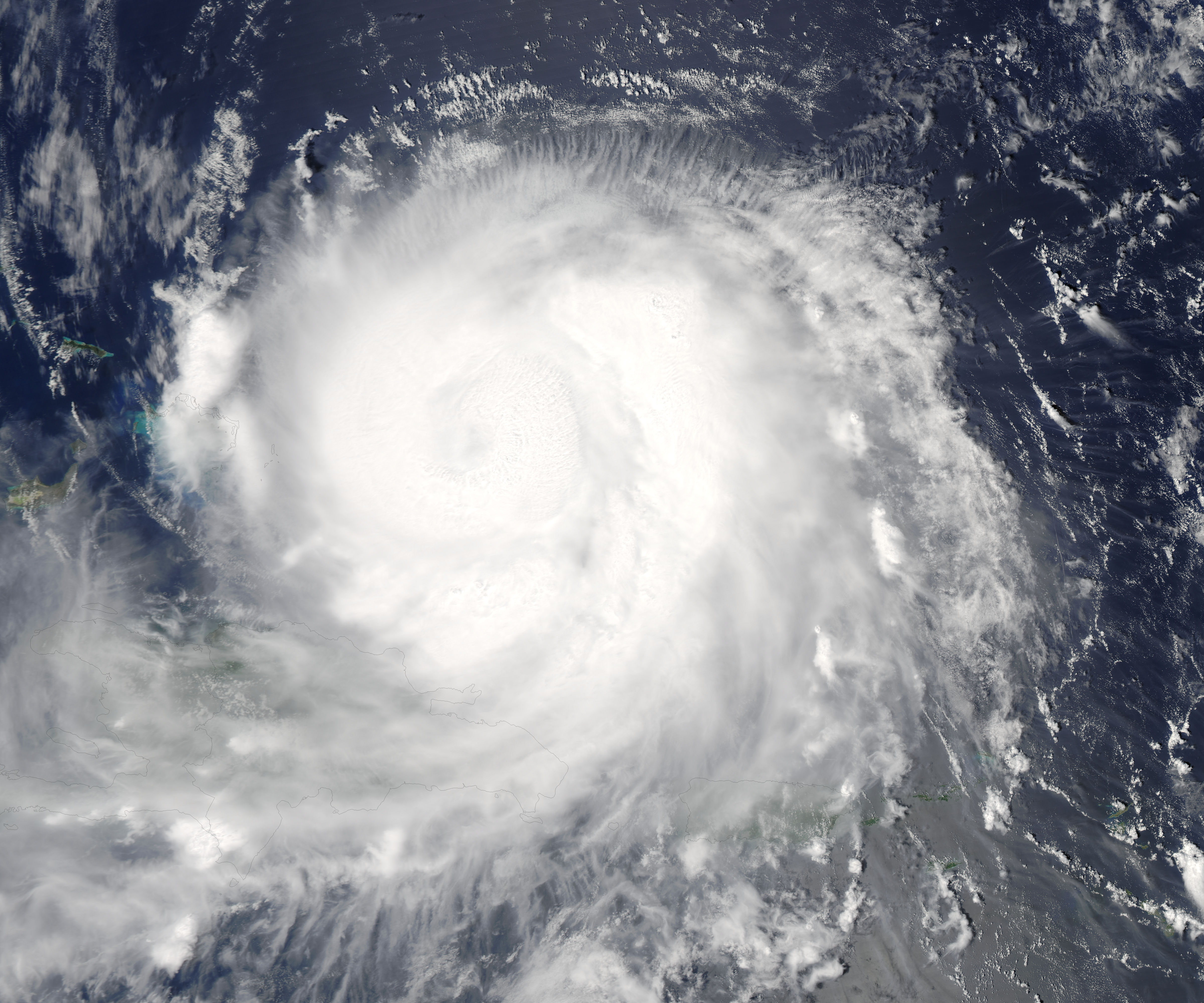
Ike nadert Cuba op 6 september

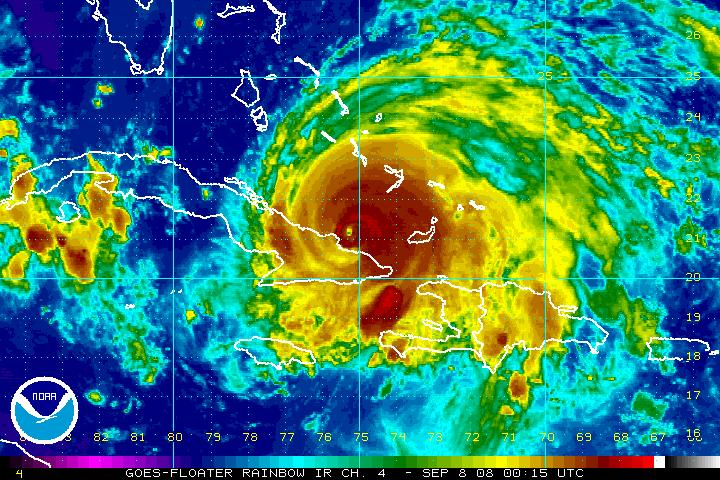
Orkaan Ike, 8 september 2008

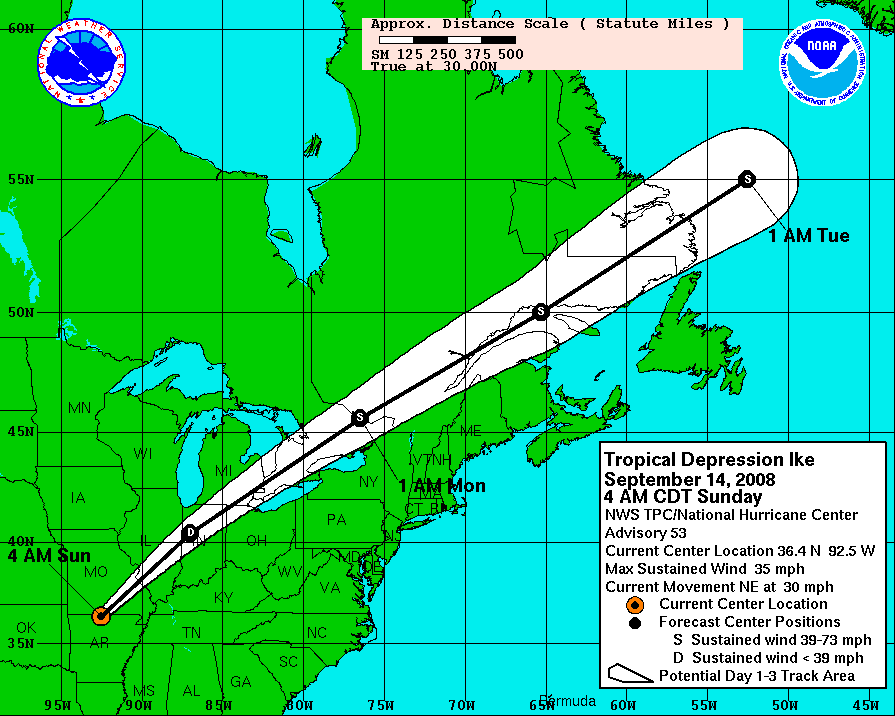
Richting orkaan Ike, 9 september 2008

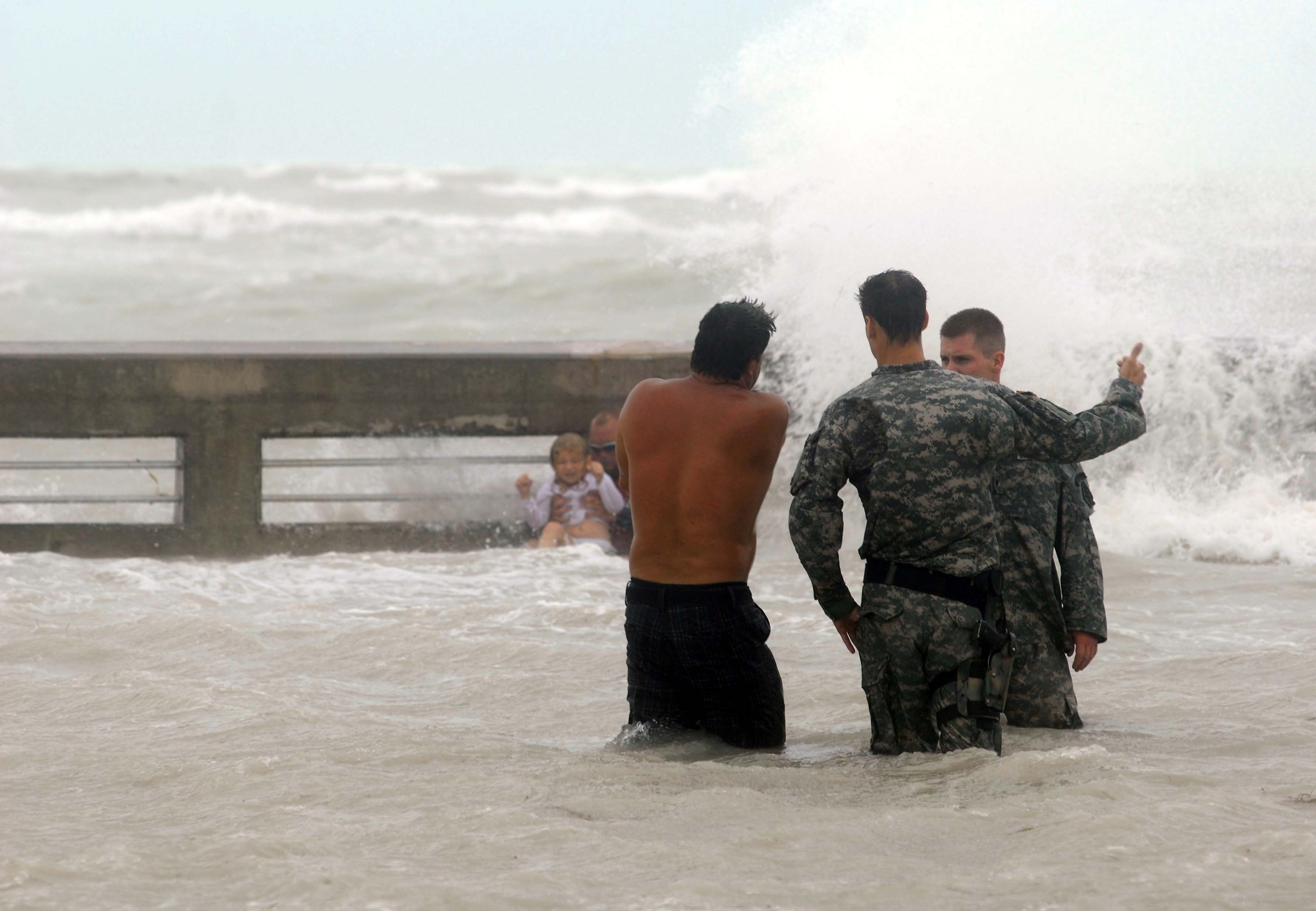
Zwemmers worden gewaarschuwd voor orkaan Ike bij Key West, 9 september 2008

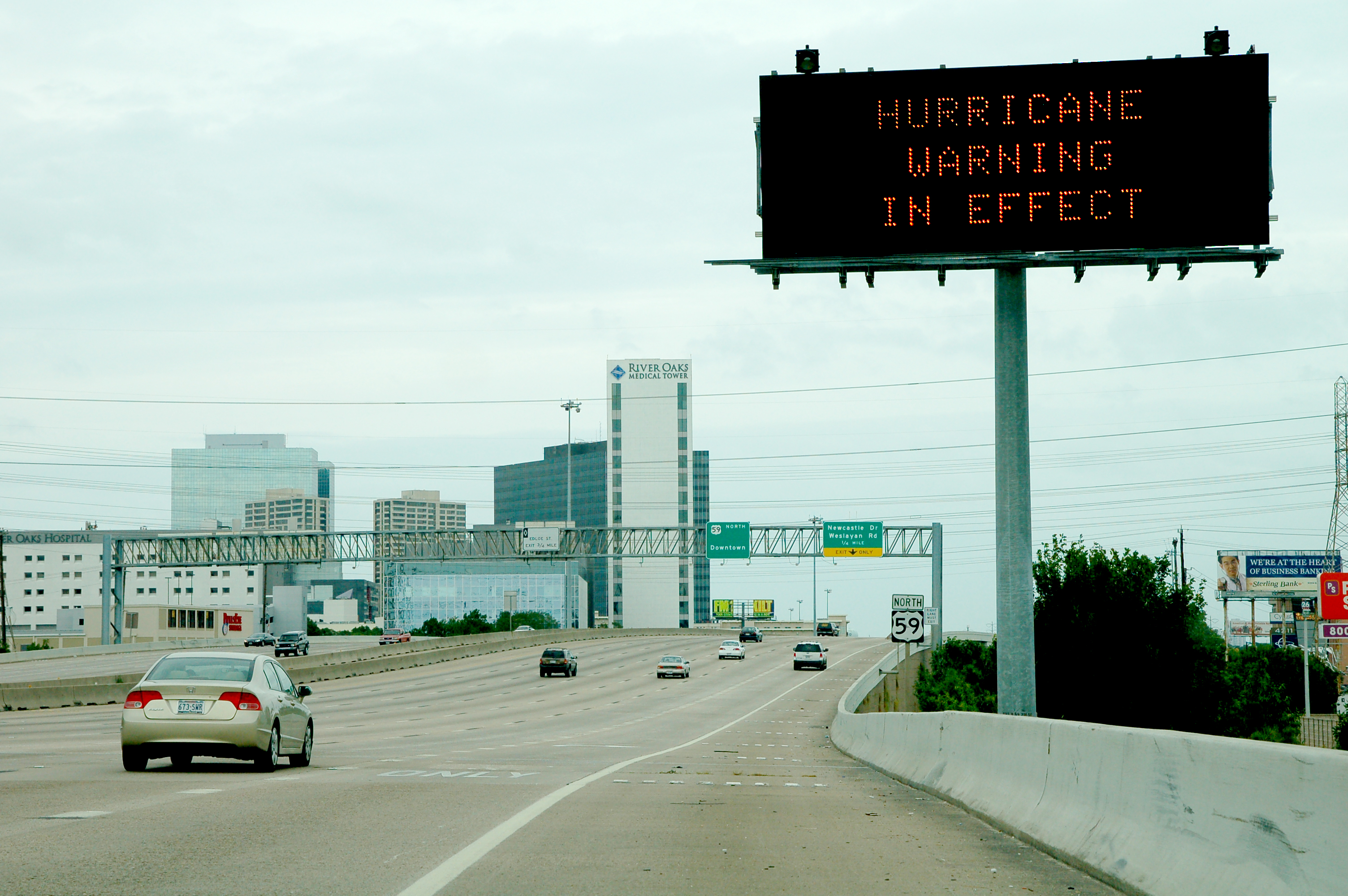
Orkaanwaarschuwing in Houston, Texas

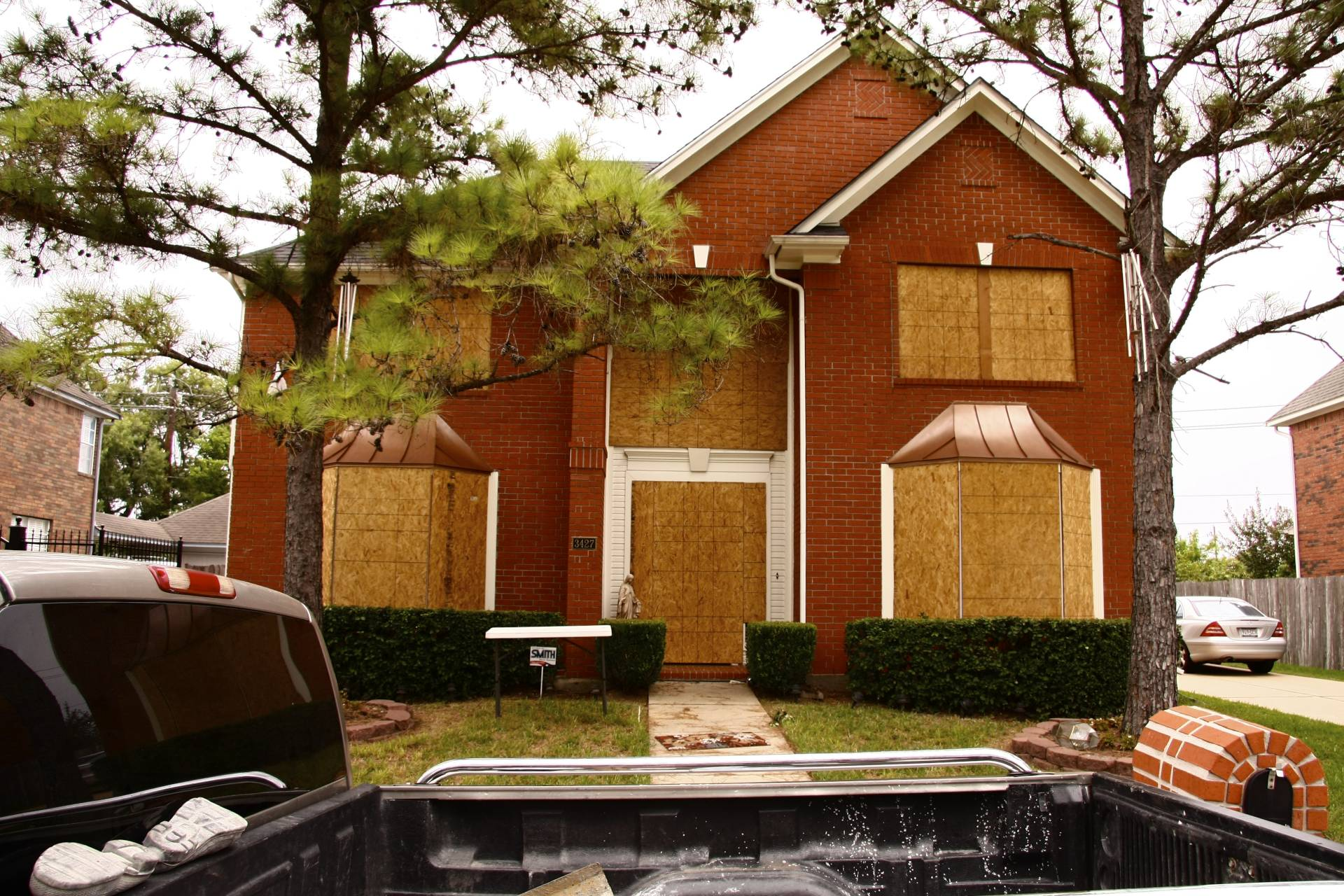
Houston bereidt zich voor op de komst van Ike

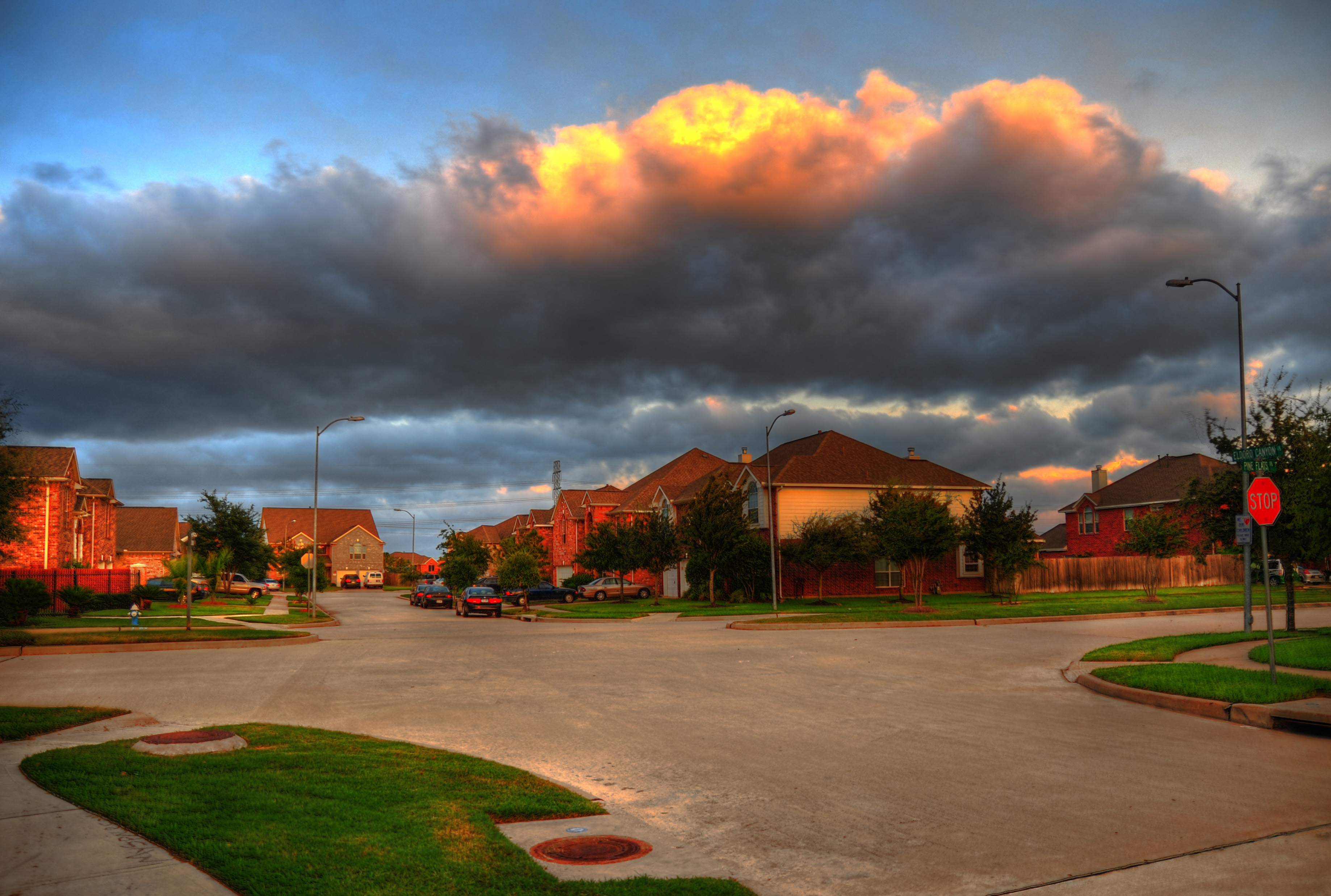
Ike nadert Houston op 12 september 2008

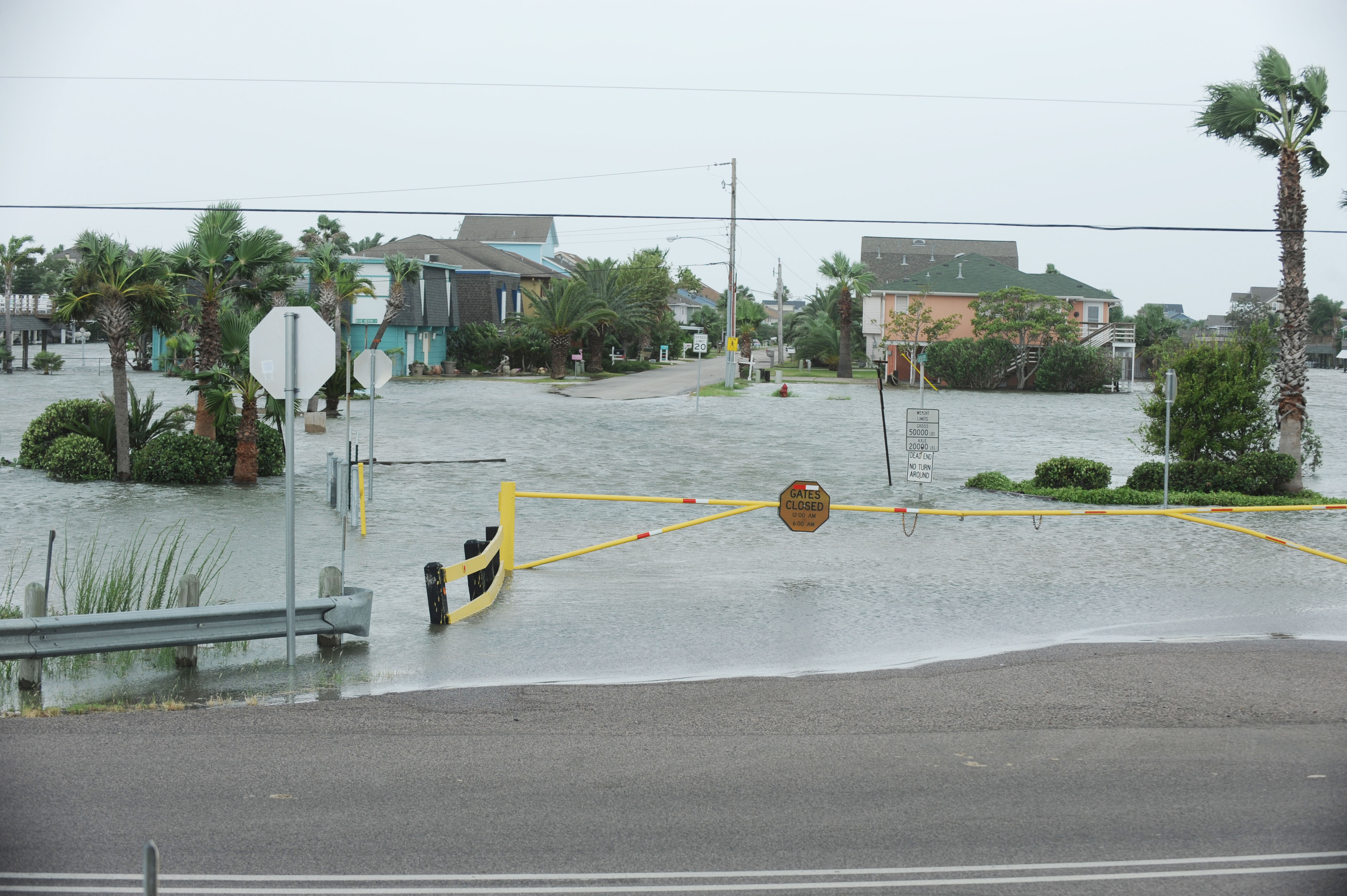
Galveston onder water op 12 september 2008

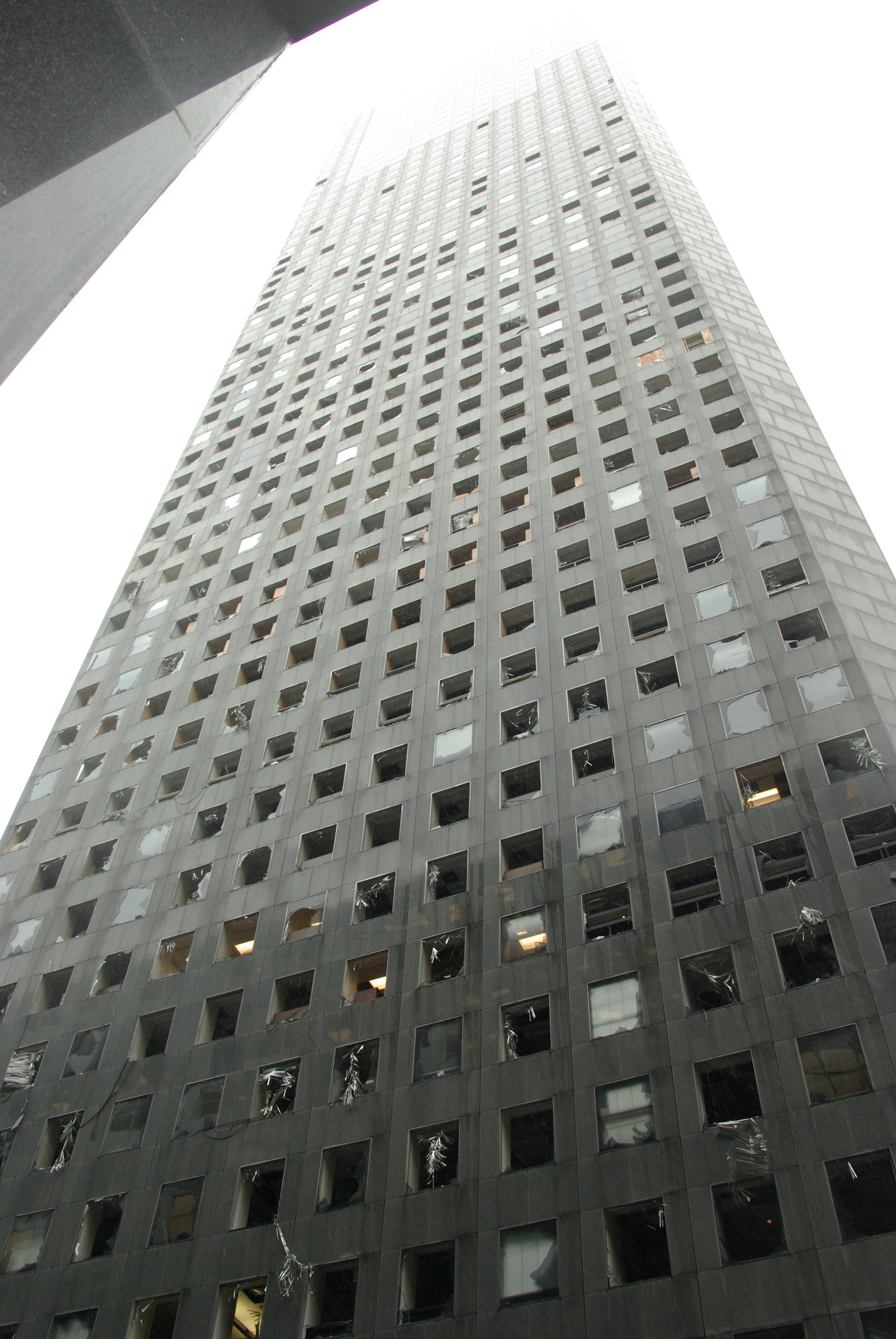
Houston na Ike op 13 september 2008, JP Morgan Chase Building

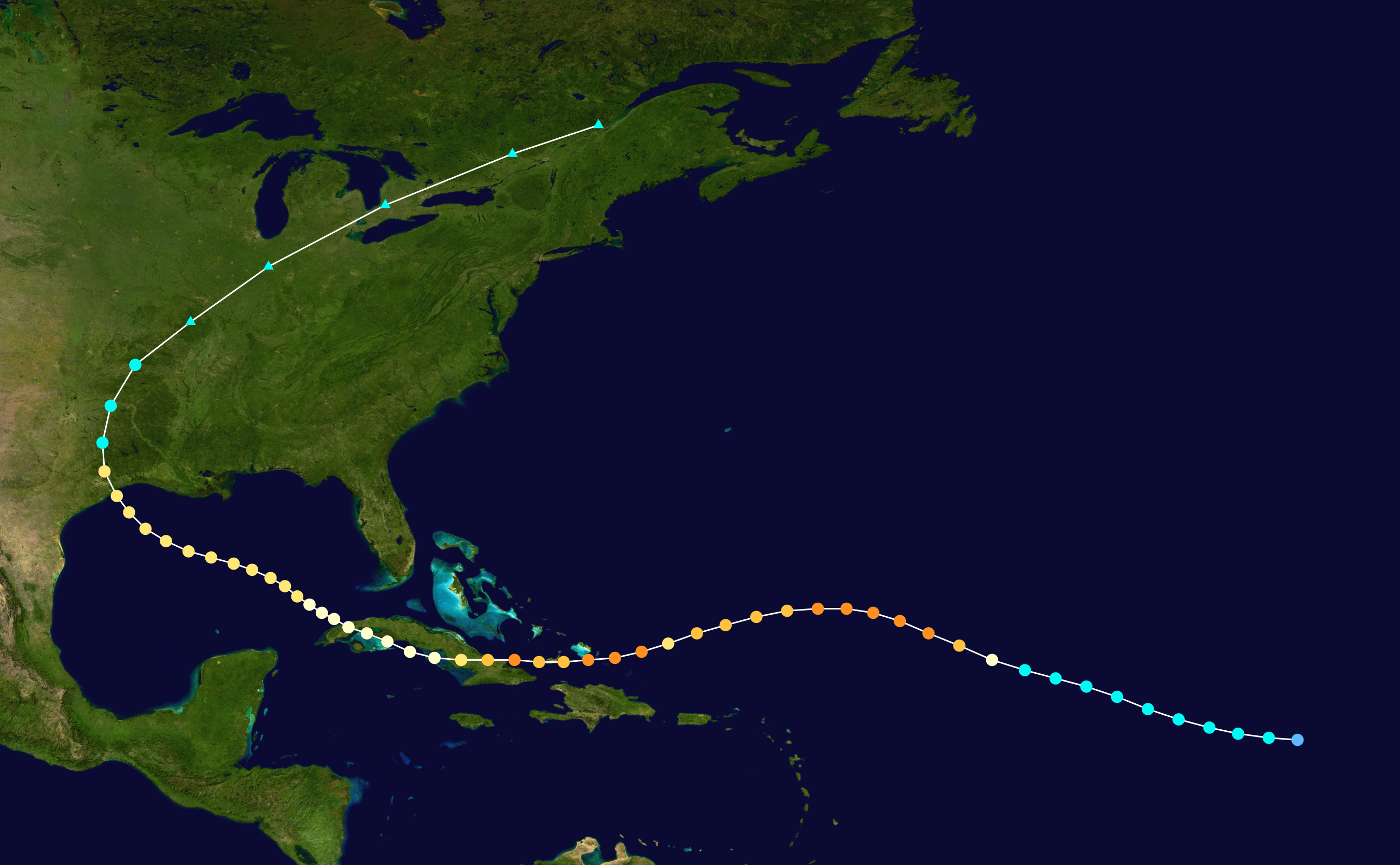
De 'route' die Ike heeft gevolgd.

Orkaan Ike was de vijfde orkaan in het Atlantisch orkaanseizoen 2008. Ike ontwikkelde zich op 1 september uit een lagedrukgebied halverwege Afrika en de bovenwindse eilanden. Op 3 september bereikte de storm orkaanstatus.

## Ontwikkeling van Ike
Ike ontwikkelde zich op 1 september uit de negende tropische depressie van het seizoen 2008 halverwege Afrika en de bovenwindse eilanden. Al snel ontwikkelde de depressie zich tot een tropische storm die de naam Ike kreeg. Op 3 september bereikte de storm orkaanstatus, categorie 1 met windsnelheden van 80 mph (130 km/u). Ike was daarmee de vijfde orkaan van het orkaanseizoen 2008. Op 5 september zwakte Ike iets af en werd een categorie 3 orkaan. Ike koerste naar de Bahama's. Op 6 september zwakte Ike iets verder af naar categorie 2, om later in de middag weer aan te sterken tot categorie 3. Ike zette koers richting Cuba en kwam daar op 7 september een eerste maal aan land.

### 6 september 2008
Op zaterdag 6 september viel het eerste slachtoffer van Ike in het noorden van de Dominicaanse Republiek bij Nagua. Daar werd een man getroffen door een ontwortelde boom. Meer dan 100.000 mensen in de provincie Monte Cristi in de Dominicaanse Republiek verlieten hun huizen. Omdat Ike zich in te richting van Cuba begaf, riepen de Cubaanse autoriteiten de bevolking op om maatregelen te treffen om te voorkomen dat de orkaan mensenlevens zou kosten. Inmiddels gold Ike als orkaan in de vierde categorie, de op een na zwaarste. De orkaan bereikte windsnelheden van 215 km/u.

### 7 september 2008
Op 7 september richtte Ike grote schade aan op de Turks- en Caicoseilanden in het Caribisch gebied. Op het eiland Grand Turk en South Caicos werd volgens premier Michael Misick 80% van de huizen deels of helemaal vernietigd. Op de eilanden viel de stroom uit.
In Haïti, dat eerder getroffen werd door orkaan Hanna, brak op sommige plaatsen paniek uit. Hanna eiste in Haïti door overstromingen honderden doden. Op 7 september bereikte Ike Haïti, de stad Gonaïves werd het zwaarst getroffen. De helft van de huizen kwam onder water te staan. Doordat de Mirabelais-brug instortte werd de laatste landverbinding met de buitenwereld verbroken. Veel inwoners zaten dagen zonder eten en veilig drinkwater. De Verenigde Naties, die al in de stad waren, konden de slachtoffers niet bereiken. In de stad Cabaret vielen doden doordat de rivier de Bretelle door zware regenval overstroomde. In Haïti vielen zeker 66 doden door orkaan Ike. Ook de Dominicaanse Republiek kampte met overstromingen.
Op 7 september bereidde de staat Florida zich voor op Ike omdat de orkaan waarschijnlijk ging passeren over de Florida Keys, een 117 kilometer lange rij eilandjes ten zuiden van Florida die met bruggen aan elkaar verbonden zijn. De autoriteiten riepen de inwoners van Key West op te evacueren.

### 8 september 2008
Op 8 september bereikte orkaan Ike Cuba. Ike verwoestte huizen en natuur op zijn pad naar de hoofdstad Havana. Meer dan 1 miljoen Cubanen werden geëvacueerd. Buitenlandse toeristen werden uit de kwetsbare kustgebieden gehaald en er werden maatregelen getroffen om gewassen te beschermen.
Na over Cuba te zijn getrokken, zwakte Ike af tot een orkaan van de tweede categorie. In Cuba liet de orkaan een spoor van verwoesting achter. De orkaanwaarschuwingen voor de Florida Keys waren ingetrokken. Waarschijnlijk zou de orkaan dezelfde route volgen als orkaan Gustav eerder deed, richting Louisiana en Texas.

### 9 september 2008
Ike is langs Cuba omhoog getrokken en kwam, na een tweede keer ten zuiden van Havana aan land te zijn gekomen, uit in de Golf van Mexico. De verwachtingen waren dat hij, na deze golf overgestoken te hebben, als categorie 3 in Texas in de Verenigde Staten aan land zou komen.
Ike richtte op 9 september veel schade aan in Cuba. De orkaan bereikte snelheden van 160 km/uur en beschadigde tienduizenden huizen, ook plantages werden verwoest. Er vielen 7 doden. Het is uitzonderlijk dat er in Cuba doden vallen door een orkaan, omdat Cuba bekendstaat om zijn goed georganiseerde evacuaties. De provincie Holguín werd het zwaarst getroffen. In de hoofdstad Havana werd de schade beperkt. Zestien gebouwen raakten beschadigd. Unesco heeft toegezegd Cuba te helpen met de restauratie van historische gebouwen.

### 10 september 2008
Boven het water van de Golf van Mexico aangekomen werd Ike weer krachtiger en zwol aan tot categorie 2. In Texas Brazoria County is begon men met verplichte evacuaties vanaf 10 september 10h00 a.m. CDT

### 11 september 2008
Ike groeide niet in categorie en bleef een categorie 2 storm, maar dijde enorm uit in oppervlakte en bedreigde daarmee grote delen van de kuststreek van Texas. Verplichte evacuaties langs de gehele kust van Texas werden in gang gezet.
De orkaan Ike ging als een storm van categorie 2 door de Golf van Mexico en bereikte windsnelheden van meer dan 160 kilometer per uur. Weersvoorspellers waarschuwden dat Ike bij het aan land gaan bij Texas een muur van water kon veroorzaken die vele meters hoog kon zijn.

### 12 september 2008
De autoriteiten hebben de evacuatie bevolen van Galveston en van de kustdistricten van de agglomeratie rond Houston, een gebied waar een miljoen mensen wonen. De National Service zei dat wie blijft een vrijwel zekere dood riskeerde. Uit voorzorg waren ook alle booreilanden in de Golf en alle raffinaderijen aan de kust gesloten. De orkaan zou de kust van Texas bij de plaats Galveston bereiken. Om een verkeerschaos te voorkomen moeten de inwoners van Houston (2,2 miljoen inwoners) de komst van de orkaan juist thuis afwachten. De bewoners kregen het advies deuren en vensters te barricaderen en een voorraad water en eten op te slaan. De autoriteiten waren bang voor een herhaling van de chaos die zich voordeed in 2005 rond orkaan Rita. In de chaos die toentertijd ontstond bij de evacuatie van Houston kwamen 110 mensen om het leven, terwijl de orkaan Rita 9 mensen het leven kostte.
De mensen die in verband met Ike geëvacueerd werden, woonden in de lager gelegen delen van de staat. Ike kwam af op de steden Houston en Galveston met windsnelheden van 210 kilometer per uur. Gouverneur Perry van Texas vreesde voor grote schade, overstromingen en de uitval van elektriciteit. Galveston werd in 1900 reeds getroffen door een orkaan die minstens 6.000 mensenlevens kostte, de grootste weercatastrofe in de geschiedenis van de VS.
Op 12 september eiste Ike de eerste dode in de regio, het slachtoffer verdronk bij Corpus Christi in Texas door overstromingen.

### 13 september 2008
Ike kwam in de nacht van 12 op 13 september om 2.10 lokale tijd als een storm van de categorie 2 aan land bij de eilandstad Galveston. Ondanks de bevolen evacuatie waren zo'n 20.000 van de in totaal 60.000 inwoners van Galveston in de stad gebleven. Uren voordat Ike aan land kwam, deden zich al overstromingen voor waardoor Galveston grotendeels onder water kwam de staan. De elektriciteit viel uit, hierdoor kwamen 1,3 miljoen mensen zonder stroom te zitten. In de stad deden zich branden voor. Door de storm konden hulpverleners de getroffen gebieden niet of slechts zeer moeilijk bereiken. De autoriteiten waarschuwden de mensen om niet meer te vluchten, dat zou te gevaarlijk zijn. Bovendien was vluchten bijna niet meer mogelijk omdat veel wegen overstroomd waren. Steden in de regio hebben een avondklok ingesteld.
Ook in de aan Texas grenzende staat Louisiana veroorzaakte Ike problemen, er werden overstromingen gemeld in Cameron Parish. Boven zee, net voor de kust van Texas won Ike aan kracht en haalde inmiddels windsnelheden tot 175 kilometer per uur. Hiermee was Ike bijna aangezwollen tot een categorie 3 storm. Categorie 3 houdt windsnelheden tussen de 177 en 208 kilometer per uur in. De doorsnee van de storm was met 960 kilometer bijna net zo groot als de staat Texas zelf.
De Amerikaanse president George Bush riep op zaterdag 13 september 2008 de door de orkaan Ike getroffen staat Texas uit tot nationaal rampgebied. Hierdoor kan Texas federale financiële steun krijgen. Ondanks eerdere waarschuwingen dat Ike zou aanzwellen tot een storm van de derde categorie, zwakte de orkaan af tot een tropische storm van de 1e categorie. De overstromingen waren er niet minder om: duizenden gebouwen en talrijke straten kwamen onder water staan. Ook in Houston veroorzaakte orkaan Ike grote schade, glas en stukken puin vlogen door de overstroomde straten. Ook in de kustplaats Surfside Beach veroorzaakte Ike aanzienlijke schade. In de loop van de dag kwamen 4,5 miljoen inwoners zonder stroom te zitten. De storm trok richting Arkansas.
De schade in de VS door orkaan Ike wordt geschat tussen de 8 en 18 miljard dollar (6 en 12 miljard euro).

### 15 september 2008
Boven land zwakte Ike af tot een tropische storm. Op maandag 15 september bereikte de resten van Ike Canada. In de stad Windsor, Canada, veroorzaakte de storm hevige regenval wat zorgde voor beperkte overstromingen. Ike vervolgde zijn weg langs de St. Lawrence Rivier. Op zondag hadden ook de stad Chicago en de staat Illinois last van storm en overvloedige regenval.
In de VS veroorzaakte Ike 39 doden, verspreid over tien staten.